# Семеновка (Ульяновський район)
Семеновка (рос. Семёновка) — присілок в Ульяновському районі Ульяновської області Російської Федерації.
Населення становить 197 осіб. Входить до складу муніципального утворення Тимирязевське сільське поселення.

## Історія
Від 2004 року входить до складу муніципального утворення Тимирязевське сільське поселення.

## Населення
| 2010 |
| ---- |
| 197  |